# Полевая Сабировская улица
Полева́я Саби́ровская улица — улица в историческом районе Новая Деревня Приморского административного района Санкт-Петербурга. Проходит от Заусадебной улицы до Богатырского проспекта.

## История
Название улицы известно с 1909 года и связано с Сабировской улицей, от которой она тогда начиналась.
Изначально улица проходила от Школьной улицы только до Рубежной улицы. В 1914 году она была продлена на юг до Заусадебной улицы, а 16 января 1964 года в её состав была включена Вершинная дорога, проходившая до старого продолжения Торфяной дороги.
В 1972 году, в связи с планированием застройки территории бывшего Комендантского аэродрома, северная часть Полевой Сабировской улицы была упразднена, и она получила свои современные границы.
В 2000 году был закрыт железнодорожный переезд между Школьной и Заусадебной улицами, таким образом Полевая Сабировская улица фактически стала начинаться от последней.
В ноябре 2017 года улица была выведена в створ проспекта Сизова, тем самым был ликвидирован отдельный перекрёсток, располагавшийся в 130 метрах от нового общего.

## География
От Заусадебной до Рубежной улицы Полевая Сабировская улица идёт на север, за ней поворачивает на северо-северо-запад, у дома 47 поворачивает на запад, у дома 49 поворачивает на север, а затем — на северо-восток к Богатырскому проспекту.

## Пересечения
С юга на север (по увеличению нумерации зданий) Полевую Сабировскую улицу пересекают следующие улицы:
- Заусадебная улица — Полевая Сабировская улица примыкает к ней;
- Сабировская улица — пересечение;
- Рубежная улица — примыкание;
- Богатырский проспект — Полевая Сабировская улица примыкает к нему.

## Транспорт
Ближайшие станции метро — «Старая Деревня» (около 1,28 км по прямой от начала улицы) и «Комендантский проспект» (около 1,30 км по прямой от конца улицы) 5-й (Фрунзенско-Приморской) линии, а также «Чёрная речка» (около 1,31 км по прямой от начала улицы) и «Пионерская» (около 1,41 км по прямой от конца улицы) 2-й (Московско-Петроградской) линии.
Движение наземного общественного транспорта по улице отсутствует, добраться до неё можно общественным транспортом, проходящим по Богатырскому проспекту:
- троллейбусом № 40;

- автобусами № 93, 172, 184 и 235.

Ближайшие остановочные пункты железной дороги — Новая Деревня (около 1,05 км по прямой от примыкания Рубежной улицы) и Старая Деревня (около 1,3 км по прямой от начала улицы).

## Примечательные здания
- дом 1/11 — угловое здание на углу с Заусадебной улицей, построено до 1917 года[4];
- дом 3, литера А — дореволюционное здание, литера Б — «мастерская жестянщика»[4].